# George Ferguson Bowen

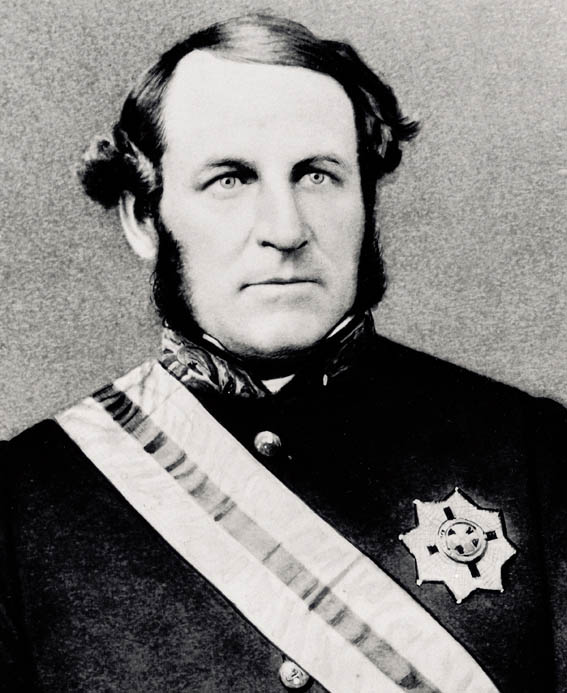
Sir George Bowen, entstanden etwa zwischen 1860 und 1868

Sir George Ferguson Bowen GCMG (* 2. November 1821 in County Donegal, Irland; † 21. Februar 1899 in Brighton, Sussex England) war ein irischer Politiker und mehrfacher Gouverneur. Er war der erste Gouverneur der britischen Kolonien Queensland, Gouverneur von Neuseeland, Victoria, Mauritius und Hongkong.

## Leben
George Bowen wurde als ältester Sohn des Pfarrers Edward Bowen in Taughboyne, auf halber Strecke zwischen Letterkenny und Londonderry im County Donegal gelegen, geboren und wuchs als ältester unter fünf Geschwistern auf. Seine Mutter war Jane Moore und kam aus Liverpool. Bowen bekam seine Schulausbildung an der Charterhouse School in Godalming, Grafschaft Surrey und studierte am Trinity College in Oxford, an dem er 1840 ein Stipendium bekam. 1844 schloss er dort sein Studium der Altphilologie mit einem Bachelor ab. Er wurde zum Mitglied der Anwaltskammer Lincoln’s Inn in London ernannt und beschäftigte sich mit dem britischen Recht. 1847 beendete er sein Studium mit dem Master of Arts (M.A.).
Noch im Jahr 1847 nahm er das Amt des Präsidenten der Ionischen Universität in Korfu an und folgte damit den Wurzeln des Briten Frederick North, der 1791 die Universität als Ionischen Akademie und als erste modernere Universität Griechenlands gegründet hatte. Er blieb bis 1851 in dem Amt. Von 1851 bis 1854 war er Mitglied des Brasenose College in Oxford und gab seine Unterstützung für eine Wahlkampagne in Gladstone, Queensland im Jahre 1852.
Von 1854 bis 1859 war er Chefsekretär des Gouverneurs der Republik der Ionischen Inseln. In dieser Zeit lernte er die Countess Diamantina Roma, Tochter des Conte Giorgio-Candiano Roma, kennen, die er am 26. April 1856 auf Korfu ehelichte. Aus ihrer Ehe gingen sechs Kinder hervor, von denen das erste Kind bereits nach 12 Tagen verstarb. 1855 wurde er als Companion in den Order of St. Michael and St. George aufgenommen, gefolgt von seiner Adelung als Knight Commander desselben Ordens ein Jahr später, mit der er sich fortan „Sir“ nennen durfte.
1859 startete Bowen eine Karriere als Gouverneur, die ihn nach Queensland, Neuseeland, Victoria, Mauritius und bis zu seiner Pensionierung im Dezember 1885 nach Hongkong brachte (siehe unten). Doch auch nach seinem Ausscheiden aus dem Staatsdienst, blieb Bowen nicht untätig. Im Jahr 1887 übernahm er den Vorsitz der Royal Commission für die Schaffung einer neuen Verfassung für die Insel Malta, stellte seine Dienste dem Imperial Institute zur Verfügung und wurde aktiv in der Schulverwaltung von Charterhouse School, in der er seine Schulbildung bekam. Wie auch schon in seiner Zeit auf Korfu widmete er sich auch wieder dem Schreiben und verfasste Aufsätze und ein Buch (siehe unter Werke).
Nachdem seine Frau am 17. November 1893 in London verstarb, heiratete er am 17. Oktober 1896 in London Letitia Florence White, mit der er bis zu seinem Tode zusammen blieb. Bowen verstarb am 21. Februar 1899 in Brighton an den Folgen einer Bronchitis und wurde vier Tage später auf dem Kensal Green Cemetery in London beigesetzt.

## Gouverneur von Queensland (1859–1868)
Vom 10. Dezember 1859 bis zum 4. Januar 1868 war Bowen Gouverneur von Queensland.
Mit dem Tag seiner Ankunft am 10. Dezember 1859 in Brisbane wurde Queensland von der Kolonie New South Wales abgetrennt, als eigenständige Kolonie ausgerufen und Bowen als ihr erster Gouverneur eingesetzt. Dementsprechend wohlwollend wurde Bowen empfangen. Begleite wurde er von Robert Herbert, der ihm in den ersten Stunden der neuen Kolonie als Colonial Secretary (Sekretär) zur Seite stand und von 1860 bis 1866 der erste Premierminister von Queensland wurde. Beide verband eine Freundschaft, die auch in der Politik zu großer Übereinstimmung führte. Dies ermöglichte Bowen, weniger autokratisch, sondern mehr durch und über die politischen Institutionen zu handeln, Verantwortung zu delegieren und so seine Vorstellung entsprechend durchzusetzen. Am 16. April 1860 wurde er zum Knight Grand Cross des Order of St. Michael and St. George erhoben.
Die dringendst erforderlichen Gesetze in seiner Amtszeit waren, Eigentum und Verteilung von Land zu regeln, Einwanderung zu fördern und das Bildungssystem zu entwickeln. Bowen folgte den Warnungen des Colonial Office aus London, sich in dem Landkonflikt zwischen Landwirtschaft und Viehwirtschaft nicht auf eine Seite zu schlagen, sympathisierte aber mit den Squattern (Viehzüchtern). Er versuchte den dringenden Bedarf an Farmern und Landarbeitern über Einwanderung aus Indien, China, Malaysia und Polynesien zu decken. Er ging davon aus, dass die Menschen aus diesen Gebieten den klimatischen Bedingungen der Kolonie standhielten. Seine Erfolge waren nur mäßig. Als 1865 die Bedingungen auf deutschen Einwandererschiffen angeprangert wurden, kam die Einwanderung zum Erliegen. Er unterstützte die Bildung des zweistufigen Schulsystems mit Primary School und Secondary School und befürwortete staatliche Stipendien für Studenten, die die Universitäten in Australien oder England besuchen wollten. Bei dem Bemühen die Zahl der staatlichen gegenüber den kirchlichen Schulen zu erhöhen, kam er schließlich unter Druck durch die Römisch-katholische Kirche.
Politisch ins Abseits geriet Bowen ab 1866, als er sich in einer Finanzkrise gegen seinen Schatzmeister und später gegen den Premierminister Arthur Macalister stellte. Als Macalister 1887 seine Mehrheiten verlor, war auch das Vertrauen der politischen Klasse in Bowen gestört. Bowen wurde schließlich vom Colonial Office abberufen und verließ Queensland am 4. Januar 1868, um Nachfolger von Gouverneur George Edward Grey in Neuseeland zu werden.
Bowens Frau, Diamantina Roma, war in Queensland äußerst beliebt. Sie wurde als warmherzig und leidenschaftlich in ihrem wohltätigen Engagement beschrieben. Mit ihrer Unterstützung wurden einige Hospitäler in Queensland gegründet. Ihr zu Ehren wurde im Jahr 2006 in Brisbane ein Lady Bowen Trust gegründet.

## Gouverneur von Neuseeland (1868–1873)
Vom 5. Februar 1868 bis 19. März 1873 war Bowen Gouverneur von Neuseeland.
Bowens Amtsantritt in Neuseeland war nicht gerade von Erfolg gekennzeichnet, ließ er doch die Menschen in Wellington mit seinem Landgang in unsensibler Weise einen Tag warten. Entsprechend war die Reaktion in der Öffentlichkeit. Häme und Kritik, aufgeschnappt und übernommen von der Presse Australiens, wurde ihm auch in Neuseeland präsentiert. Dazu kam, dass Bowen einige führende Politiker nicht mochte, allen voran Premierminister Julius Vogel. Die Menschen wurden nicht warm mit ihm, der Spitzname Pickle Polly verfolgte ihn von Queensland und in Neuseeland nannte man ihn Humbug, da die Menschen ihm unterstellten, dass er Dinge sagen würde die er nicht meinte.
Auch mit seiner liberalen Haltung in Bezug auf Konflikte zwischen Māori und Pākehā machte sich Bowen nicht nur Freunde. Bowen war überzeugt, dass die friedliche Koexistenz zwischen Māori und den europäischen Siedlern die einzige sichere Lösung zum Schutz der Kolonie und der weiteren erfolgreichen Besiedlung Neuseeland sein würde. Er glaubte daran, dass die Besiedlung Neuseelands durch die Europäer die Maori assimilieren würde und effektiver sein würde als Krieg, eine Sichtweise, die der neuseeländische Historiker Gavin McLean als Sicht eines „amateur student of history“ bezeichnete. Bowens schien dem Druck des Colonial Office erlegen zu sein, welches die britischen Truppen aus Neuseeland abziehen wollten und die Konfliktlösung Bowens, der Regierung und den britischen Siedlern überließ.
Bowens versuchte viele Wege das Wohlwollen der Māori zu bekommen, bis hin zur Freilassung aller politischer Gefangenen und Empfehlung einer Generalamnestie. Dies ging nun den politischen Akteuren im Colonial Office in London zu weit und führte zu seiner Ablösung. Als George Bowens am 19. März 1873 Neuseeland verließ, hatte er an Zustimmung in der Bevölkerung gewonnen. Doch als im Jahr 1882 Bowen als Ersatz für den zurückgetretenen Gouverneur Arthur Hamilton-Gordon zurückkommen sollte, wandte sich der Premierminister John Hall an das Colonial Office, ihn bitte nicht zu senden.

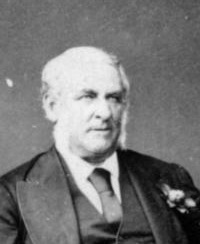
Sir George Bowen, um 1875

## Gouverneur von Victoria (1873–1879)
Vom 30. Juli 1873 bis 22. Februar 1879 war Bowen Gouverneur von Victoria. In Victoria wiederholte sich für Bowen eine politische Krise ähnlich der, für die er in Queensland abgelöst wurde. In den Rivalitäten zwischen den beiden Häusern (Unterhaus/Oberhaus) und zwischen verschiedenen politischen Fraktionen und in den Auseinandersetzungen um die Reform des Legislative Council (Gesetzgebender Rat), den Themen Sicherheit, Landbesteuerung und Abgeordnetenbezahlung holte er sich erstmals Rat beim Colonial Office, als die Situation zu eskalieren drohte. Dem Rat entsprechend schlug er sich auf die Seite des Premierministers und die seiner Minister und damit gegen die Mehrheit des Legislative Council. Gelder wurden nur freigegeben, wenn der Rat seine Unterstützung dazu gab. Dies führte zur Lähmung der Regierung. Als ein Gesetz über die Verwendung von Geldern vom Rat blockiert wurde, entließ er in einer Überreaktion alle Staatsbediensteten und übertrieb, als er später behauptete, die Banken und die Börse von Melbourne gerettet zu haben.
Politisch nicht von Erfolg gekrönt, war Bowen mit Unterstützung seiner Frau gesellschaftlich aktiv und erfolgreich, reiste viel, unterstützte alle Arten von Vereinen und war für seine Gastfreundschaft bekannt. Im August 1878 wurde Bowen mit Wirkung zum 29. April 1879 als Gouverneur von Victoria abberufen.

## Gouverneur von Mauritius (1879–1880)
Vom 4. April 1879 bis 9. Dezember 1880 war Bowen Gouverneur von Victoria.
Über Bowens Amtszeit als Gouverneur auf Mauritius ist wenig bekannt. In der Literatur wird bevorzugt seine Amtszeit von 1879 bis 1882 angegeben. Doch von 1880 bis 1883 war Sir Frederick Napier Broome Gouverneur auf Mauritius, bevor er nach Western Australia ging. Bowens Amtszeit dauerte somit lediglich zwanzig Monate.

## Gouverneur von Hongkong (1883–1885)
Vom 30. März 1883 bis 21. Dezember 1885 war Bowen Gouverneur von Hongkong.
Bowen trat sein Amt während einer Zeit an, in der Hongkong sich in einer wirtschaftlichen Rezession befand und ein großer Bedarf an Reformen bestand. So verwundert es nicht, dass er in seiner 27 Monate währenden Amtszeit mit 55 Verordnungen eine für die Zeit ungewöhnlich hohe Zahl an Beschlüssen fasste. So wurde der Executive- und der Legislative Council reformiert, das Gesundheitswesen erneuert, die Finanzen in Ordnung gebracht, eine Savings Bank (Sparkasse) gegründet, Straßenbahn, Piers und Hafenanlagen erneuert und die Ausgaben für die Verteidigung Hongkongs aufgestockt. Obwohl die Kriminalität während seiner Amtszeit zurückging, konnte Bowen den Einfluss der Triad Society (chinesische Mafia) nicht zurückdrängen, er nahm sogar zu. Der Chinesisch-Französische Krieg (1884–1885) führte zu einem blühenden Waffenhandel in Hongkong und zum Streik in den Docks, als 1884 französische Kriegsschiffe anlegten. Den Streik, wie auch zwei weitere in dieser Zeit, beendete Bowen mit Einsatz seiner Soldaten.
Vom 3. September 1883 bis zum 24. Oktober 1883 reiste Bowen nach Peking und vom 15. September 1884 bis zum 1. Dezember 1884 sowie vom 24. Juni 1885 bis zum 28. August 1885 nach Japan. Über den Zweck seiner Reise ist leider nichts bekannt. Zum Ende seiner Amtszeit führte das Gerücht über einen britisch-russischen Krieg zur Erhöhung der Militärausgaben und zur weiteren Befestigung Hongkongs. Doch Bowen, nun 64 Jahre und gesundheitlich angeschlagen, beantragte seine Pensionierung und wurde als Gouverneur von William Henry Marsh als Vertretung abgelöst.

## Politisch
Bowens politisch Sichtweise war die eines englischen Liberal-Konservativen. In Queensland bezog er Opposition zu denen, die er extrem „ultra-demokratisch“ nannte und zu denen die ihm zu autokratisch waren. Er versuchte sich von lokalen Interessengruppen fernzuhalten, unterstützte die Bildung von politischen Gruppen und förderte die Eigeninitiative. Dass er zuweilen in Krisensituationen überreagierte, brachte ihm viel Kritik ein und schaffte ihm in Australien und Neuseeland, sowie im Colonial Office in London keine Freunde. Bowen war sehr an gesellschaftlichem Leben und an Reisen interessiert, welche ihn in seiner Zeit auf Korfu zum Schreiben einiger Bücher veranlasste. Zurück in London verfasste er zwei politisch Bücher und einige Schriften.

## Werke
- Ithaca in 1850, James Ridgway, London, 1851. (1859 auch ins Griechische übersetzt)
- Mount Athos, Thessaly and Epirus – A Dairy of Journey from Constantinople to Corfu, Rivington, London, 1852.
- Handbook for Travellers in Greece, Murray, London, 1854.
- The Federation of the British Empire, Unwin Brothers, London, 1886.
- Thirty Years of Colonial Government, Longmans, Green, and Co., London, 1889.

## Ehrung
Nach ihm sind die Bowen Falls auf der Südinsel in Neuseeland benannt sowie die Pflanzengattung Bowenia aus den Palmfarnen. Auch der Ort Bowenvale bei Timor im australischen Staat Victoria wurde nach Bowen benannt.